# Ulica Obrońców w Warszawie

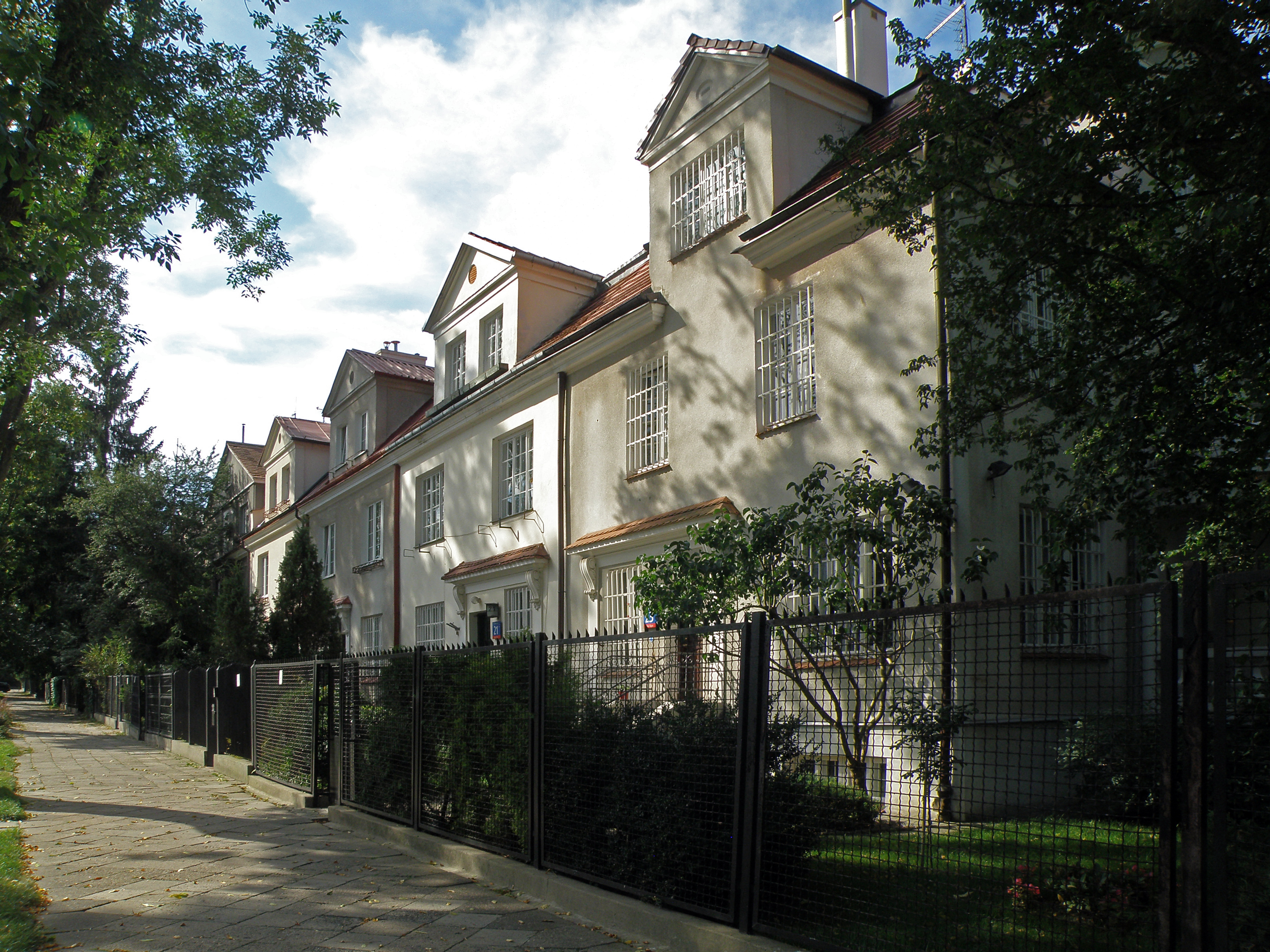
Kolonia Łaskiego

Ulica Obrońców – ulica na Saskiej Kępie w dzielnicy Praga-Południe w Warszawie, rozpoczynająca się w pobliżu Wału Miedzeszyńskiego, a kończąca przy ul. Niekłańskiej. 
Znajdują się przy niej głównie domy mieszkalne, m.in. z okresu dwudziestolecia międzywojennego, spośród których trzynaście wpisanych jest do rejestru zabytków. Nadana w 1926 nazwa ulicy nawiązuje do czasów I wojny światowej i walk o niepodległość Polski, co wpisuje się w nazewnictwo wielu innych ulic Saskiej Kępy (m.in. równoległych ulic Walecznych i Zwycięzców).

## Przebieg i ruch uliczny
Ulica Obrońców położona biegnie prostopadle od Wisły – zaczyna się blisko Wału Miedzeszyńskiego, a kończy tuż przy ul. Niekłańskiej, krzyżując się po drodze z Dąbrowiecką, ul. Katowicką, Poselską, Francuską, Królowej Aldony i Jana Styki. Od ul. Nobla przebiega jako łącznik dla pieszych wzdłuż ogrodzenia kościoła, a następnie za ul. Saską aż do ul. Niekłańskiej. W całej części udostępnionej do ruchu kołowego jest jednojezdniowa, a między ul. Dąbrowiecką a Francuską jednokierunkowa. Nie przebiegają przez nią trasy komunikacji miejskiej ani drogi dla rowerów.

## Historia
Ulica Obrońców częściowo znajduje się w najstarszej części Saskiej Kępy. Jej nazwa została nadana uchwałą Rady Miejskiej Warszawy z dnia 27 września 1926. Na odcinku między Wałem Miedzeszyńskim a ul. Francuską znaczna część zabudowy powstała w okresie międzywojennym. W latach 1934–1938 była to jedna z ulic, pod którą Spółka Wodna Obwodu Wawerskiego przeprowadziła kryty kanał. We wrześniu 1939 ulica stała się areną walk. Po zakończeniu okupacji niemieckiej Biuro Odbudowy Stolicy zdecydowało się na utrzymanie dotychczasowego charakteru ulicy w zakresie jej roli komunikacyjnej, a w przyszłości miała się ona stać ciągiem pieszym prowadzącym do kościoła.
W sierpniu 1948 w siedzibie Biura Zarządu Głównego ZPAP (nr 28/30) złożył wizytę Pablo Picasso. Przy ul. Obrońców swoje pracownie mieli tacy artyści jak np. scenograf i malarka Teresa Roszkowska oraz rzeźbiarz i medalier Stanisław Sikora. W mieszkaniu Henryka Ładosza swój wiersz pt. Toast na Saskiej Kępie zadedykował odwiedzający go wielokrotnie Konstanty Ildefons Gałczyński. Z ulicą związane są również takie miejsca jak dawny sklep Braci Pakulskich, kawiarnia Camping czy kawiarenka Sułtan, o której śpiewała Kalina Jędrusik w piosence Kabaretu Starszych Panów.
Architektura i historia ulicy wykorzystywane są obecnie przez instytucje publiczne i podmioty prywatne np. przy organizacji gier miejskich.

## Obiekty

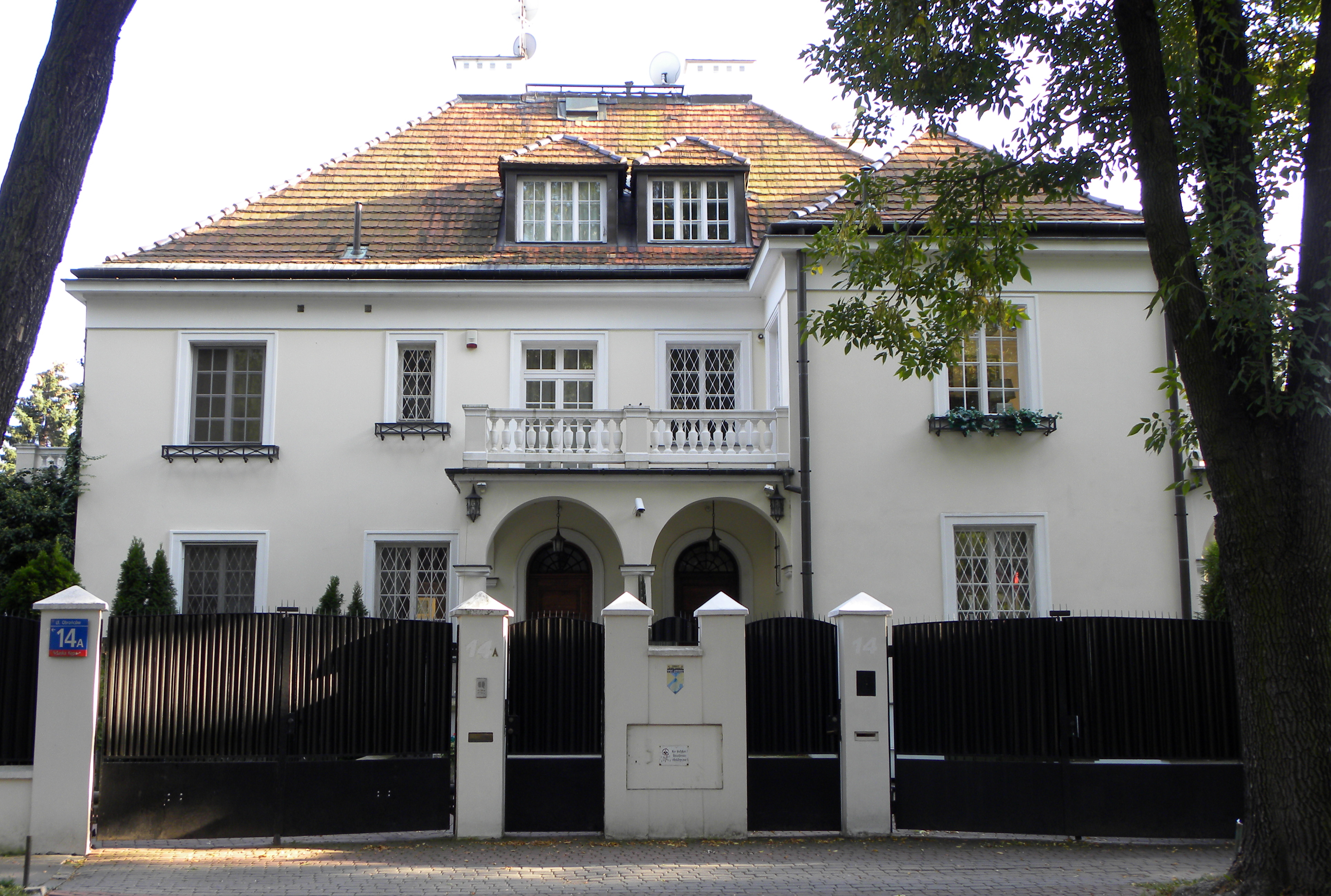
Obrońców 14

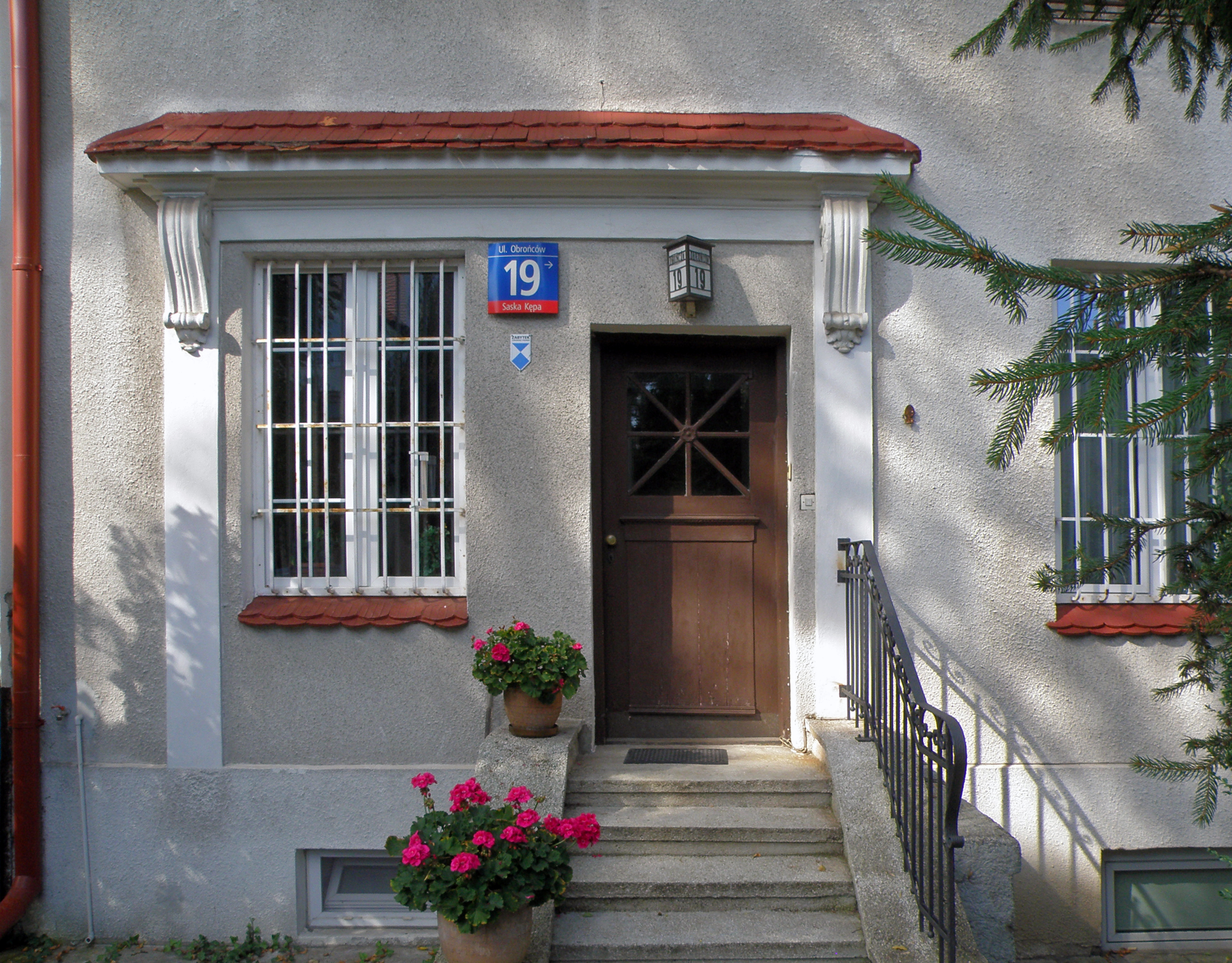
Obrońców 19

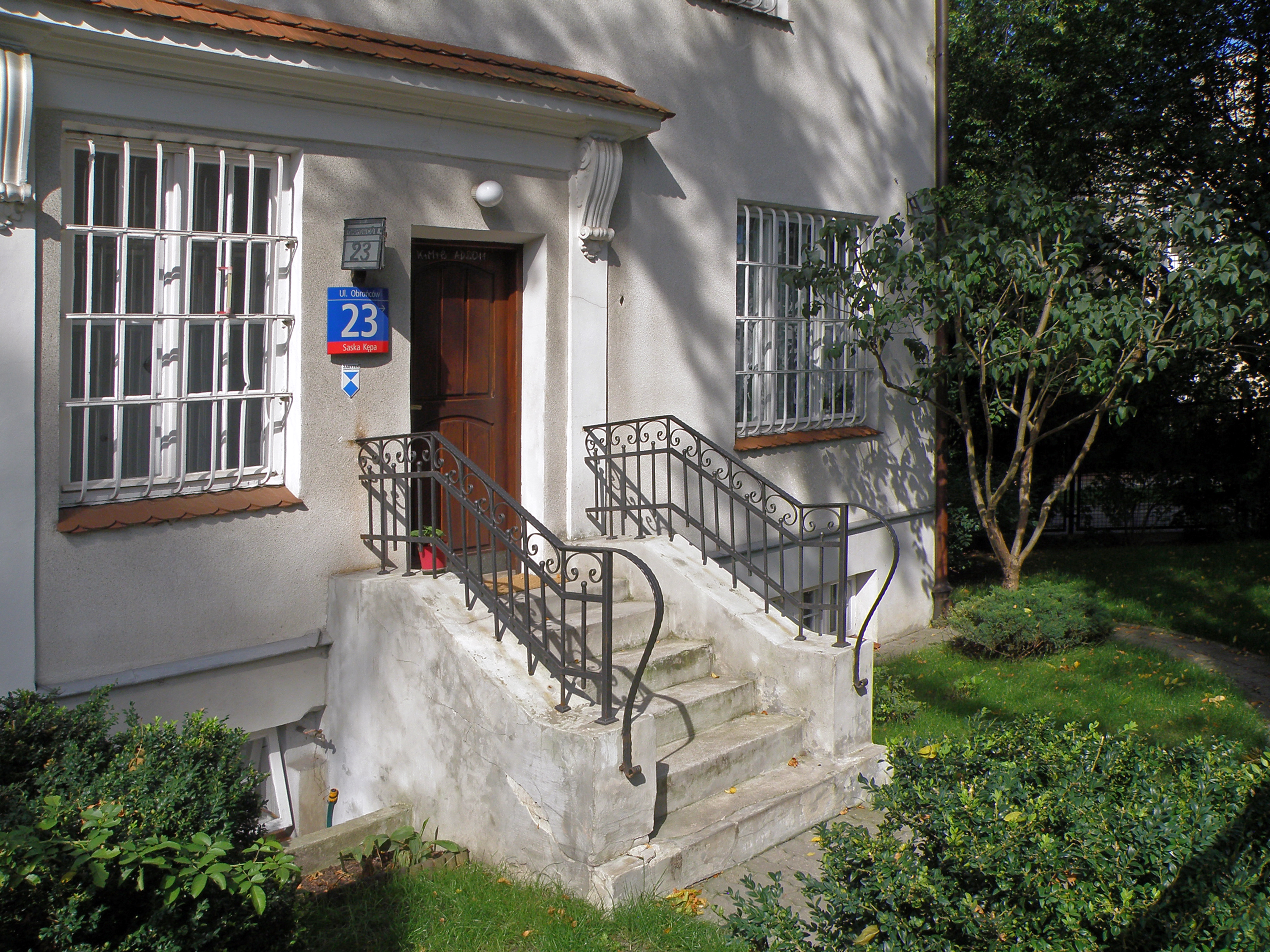
Obrońców 23

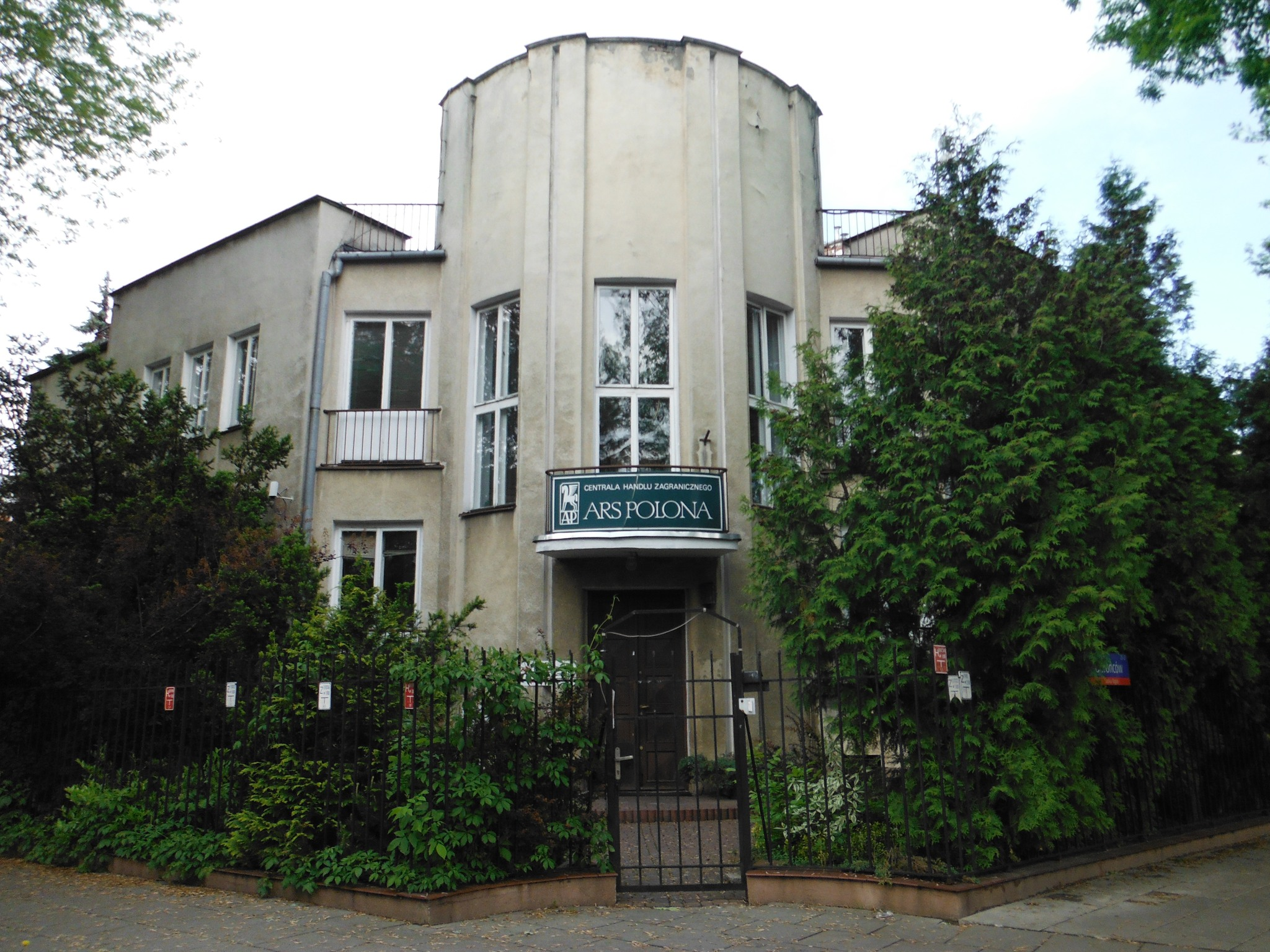
Obrońców 25

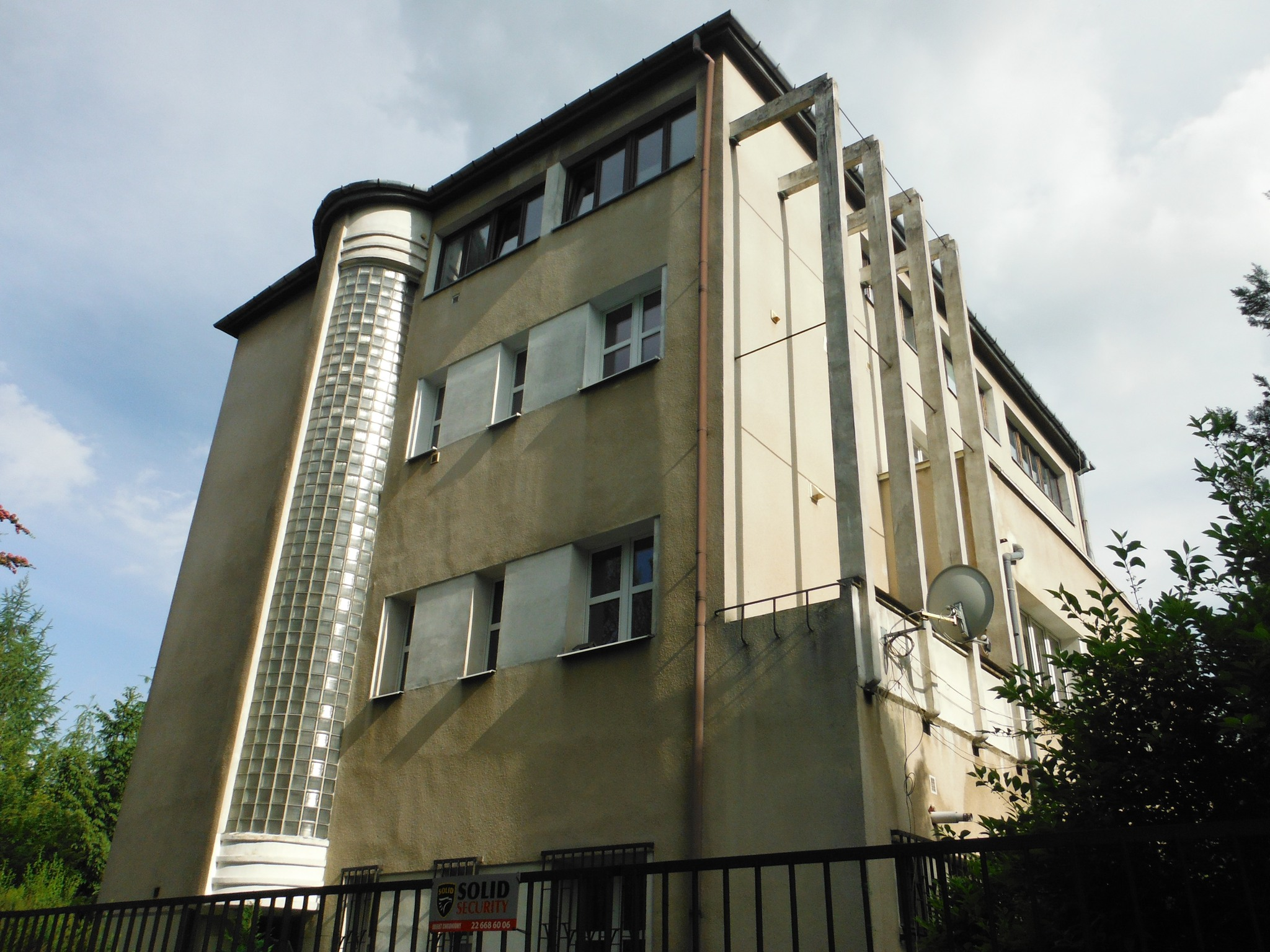
Obrońców 26

- Dom przy ul. Obrońców 1 – dom rodziny Łepkowskich sprzed 1932, zaprojektowany przez Stanisława Kolendo[11]. Dawna siedziba Szkoły Gospodarczej[12] i ambasady Francji[13]. Na elewacji tego budynku widoczne są charakterystyczne pilastry[14].
- Dom przy ul. Obrońców 1a – willa z ok. 1934, zaprojektowana przez Romualda Gutta[11].
- Dom przy ul. Obrońców 2 – willa rodziny Ołdakowskich z 1928, zaprojektowana przez Bohdana Pniewskiego[11]. Pierwotne otoczenie, bogate wyposażenie i dawna świetność willi zamożnego gospodarza zachowała się na przedwojennych fotografiach[15].
- Budynek przy ul. Obrońców 3/5 – szeregowe domy jednorodzinne z 1937, zaprojektowane przez Juliana Ambroziewicza[11].
- Domy jednorodzinne od ul. Obrońców 5 do ul. Obrońców 23 – część kolonii Łaskiego[a] z 1926, powstałej według projektu Włodzimierza Galla[b]. Są to domy szeregowe, o wspólnych ścianach nośnych, tworzące zwartą pierzeję. Na fasadzie każdego z nich znajduje się fronton. Wszystkie domki mają mały ganek i ogródki. Na fasadach bocznych domów narożnych powstały balkony z tralkowymi balustradami[16]. Według jednej z wersji do budowy domów wykorzystano materiały z rozebranego w latach 20. soboru Św. Aleksandra Newskiego[17]. O inwestycji pisano m.in. w Kurierze Warszawskim z 1930: Całość koloni Łaskiego wygląda ładnie i malowniczo, zwłaszcza ulica Obrońców, otwierająca prostą perspektywę w stronę Wawra, oświetlona lampami łukowymi, wywiera wrażenie dodatnie, dając przedsmak przyszłej dzielnicy willowej, podobnej do poznańskiego Sołacza[18].
  - Dom przy ul. Obrońców 5 – dom z ok. 1930, wpisany do rejestru zabytków[19].
  - Dom przy ul. Obrońców 7 – dom z ok. 1930, wpisany do rejestru zabytków[19].
  - Dom przy ul. Obrońców 9 – dom z ok. 1930, wpisany do rejestru zabytków[19]. W tym domu swoje dzieła tworzył Kazimierz Szemioth[20].
  - Dom przy ul. Obrońców 11 – dom z ok. 1930, wpisany do rejestru zabytków[19].
  - Dom przy ul. Obrońców 13 – dom z ok. 1930, wpisany do rejestru zabytków[19].
  - Dom przy ul. Obrońców 15 – dom z ok. 1930, wpisany do rejestru zabytków[19]. W tym domu mieszkała Teresa Roszkowska[21].
  - Dom przy ul. Obrońców 17 – dom z ok. 1930, wpisany do rejestru zabytków[19].
  - Dom przy ul. Obrońców 19 – dom z ok. 1930, wpisany do rejestru zabytków[19].
  - Dom przy ul. Obrońców 21 – dom z ok. 1930, wpisany do rejestru zabytków[19].
  - Dom przy ul. Obrońców 23 – dom z ok. 1930, wpisany do rejestru zabytków[19].
- Dom przy ul. Obrońców 10 – willa Brzezińskich projektu Piotra Kwieka z okresu po 1935. Określana jest mianem jednej z najbardziej ekstrawaganckich willi na Saskiej Kępie. Do jej charakterystycznych elementów zalicza się położony na dachu taras (wraz z daszkiem z okrągłym otworem), bulaje, cienkie słupy i falującą linię elewacji[22].
- Dom przy ul. Obrońców 14 – willa rodziny Wolskich z 1927, zaprojektowana przez Aleksandra Więckowskiego[11]. Jej główne wejście ocienione jest arkadowym krużgankiem, a od strony ogrodu znajduje się oranżeria[23]. Budynek wpisany do rejestru zabytków[19].
- Dom przy ul. Obrońców 24 – Dom Dziecka Niewidomego prowadzony przez Towarzystwo Opieki nad Ociemniałymi[24]. Placówka ufundowana przez dawnego właściciela nieruchomości Kazimierza Sztajera, co upamiętnia znajdująca się na gmachu tablica.
- Dom przy ul. Obrońców 25 – willa Felicji Trębickiej projektu Stanisława Nowickiego, ukończona w 1934. Jest przykładem zastosowania stylu Art déco z elementami (np. basztą) nawiązującymi do architektury obronnej. Obecnie budynek pełni funkcje biurowe[25]. Od września do końca listopada 1939 w środku zorganizowany był punkt sanitarny PCK nr 307[26]. W czasie powstania warszawskiego przez pięć dni w budynku mieścił się szpital wojenny[27].
- Dom przy ul. Obrońców 26 – dom własny Juliana Ambroziewicza z 1938[11]. Z uwagi na charakterystyczną przezroczystą pionową szczelinę z luksferami znany jest też jako dom z termometrem. Wyróżniającym go elementem jest również wykonana z żelbetu wysoka pergola[28]. W lipcu 1949 z uwagi na aresztowanie właściciela jego mieszkanie czasowo przekształcone zostało w tzw. kocioł, gdzie przez kilka dni funkcjonariusze UB przetrzymywali osoby uznane za podejrzane[29]. Budynek wpisany do rejestru zabytków[19].
- Dom przy ul. Obrońców 27 – willa Ludwika Hirszfelda z ok. 1938, zaprojektowana przez Józefa Łowińskiego[11].
- Dom przy ul. Obrońców 28/30 – dom, w którym mieściła się siedziba ZPAP w czasie wizyty Picassa w 1948. W latach 1946–2000 mieściła się tam pracownia rzeźbiarska Stanisława Sikory[30]. Obecnie w gmachu mieści się Doświadczalna Pracownia Litografii (filia Centrum Promocji Kultury)[31].
- Budynek przy ul. Obrońców 31 – dawniej siedziba żeńskiego liceum im. Marii Skłodowskiej-Curie[32], obecnie gmach Kolegium Pracowników Służb Społecznych[33]. W domu tym mieszkali m.in. hrabia Ludgard Grocholski, przemysłowiec Karol Meyerhoff oraz inżynier Anatol Minkowski[34].
- Dom przy ul. Obrońców 33 – willa rodziny Filarewiczów z ok. 1930, zaprojektowana prawdopodobnie przez Józefa Vogtmana[11]. Wyróżnia ją m.in. herbowy kartusz nad wejściem, półkoliste okno oraz pilastry[35]. Budynek wpisany do rejestru zabytków[19].
- Dąb przy ul. Obrońców 36/38 – dąb szypułkowy ustanowiony w 2019 roku pomnikiem przyrody[36].
- Dom przy ul. Obrońców 45 – dom wielorodzinny z ok. 1936, zaprojektowany przez Borysa Zinserlinga[11].

## Galeria

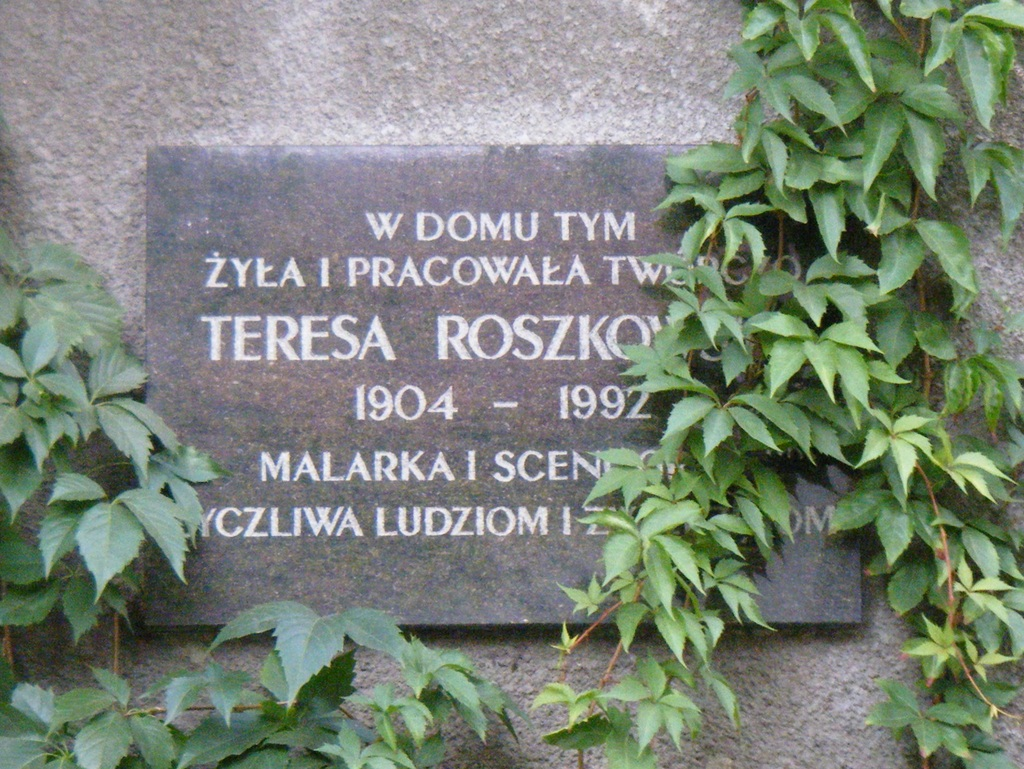
Obrońców 15: Tablica pamiątkowa
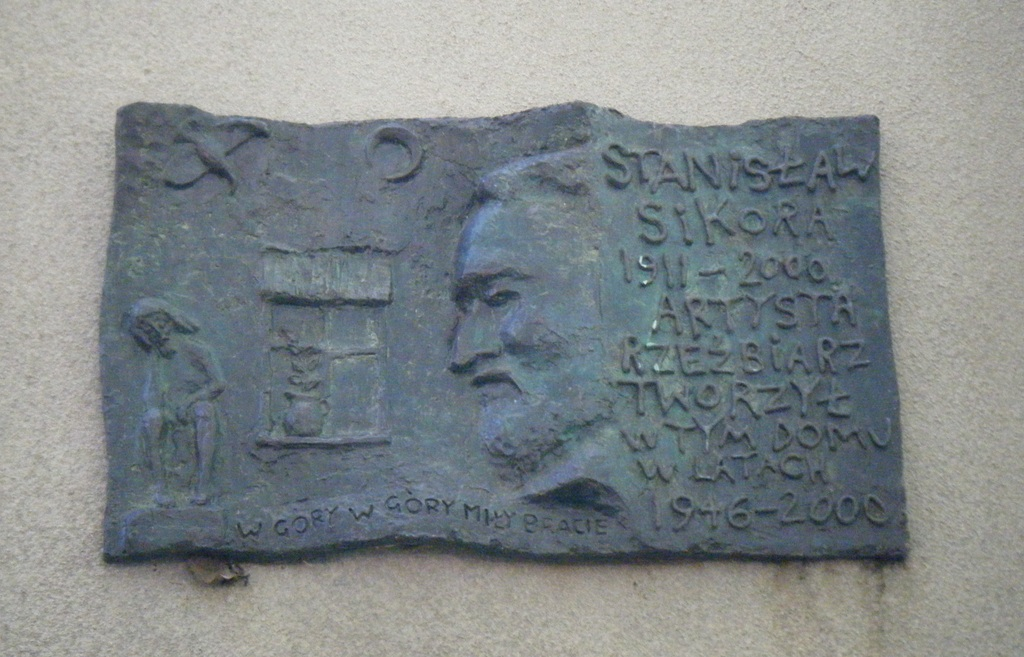
Obrońców 28/30: Tablica pamiątkowa
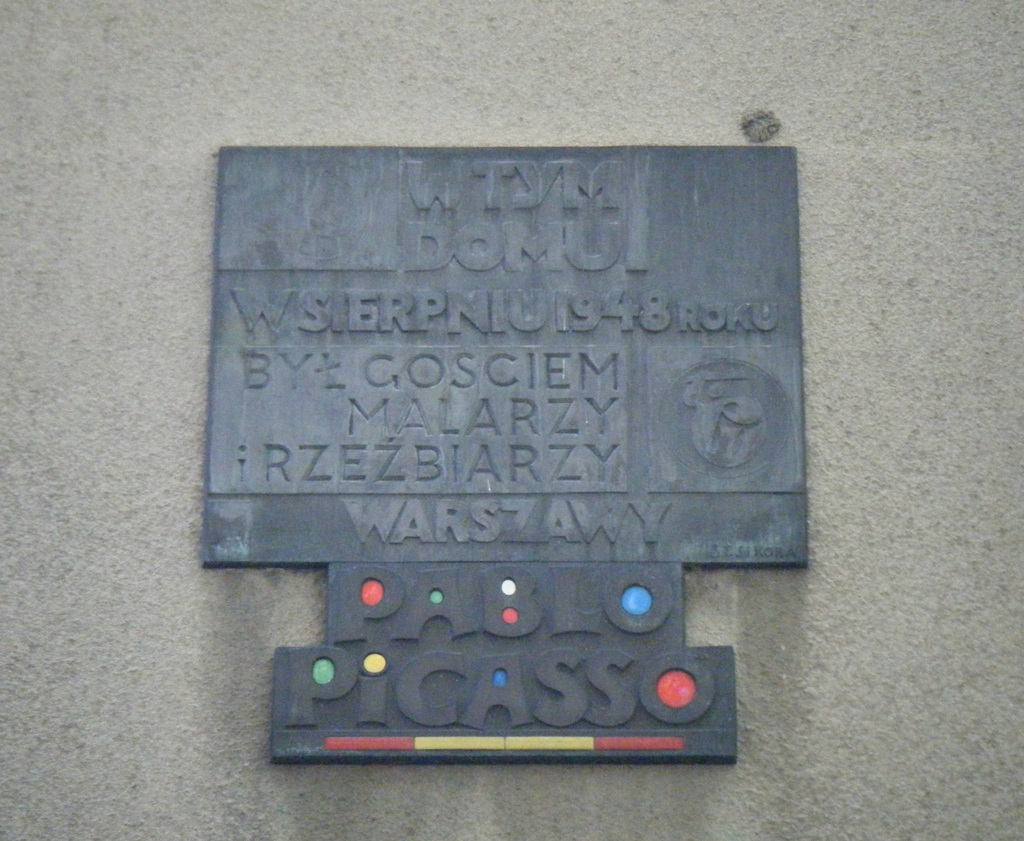
Obrońców 28/30: Tablica pamiątkowa
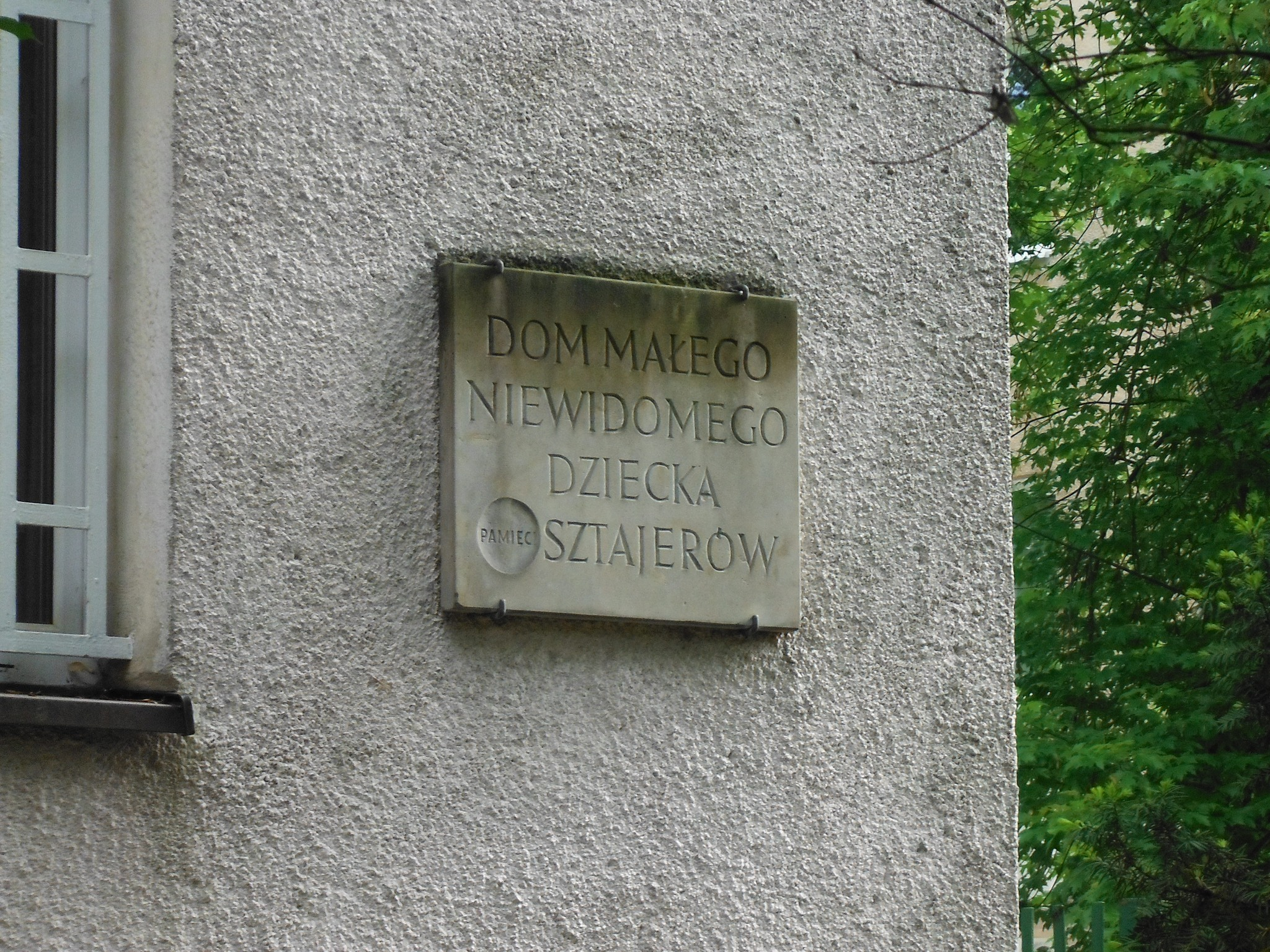
Obrońców 24: Tablica pamiątkowa
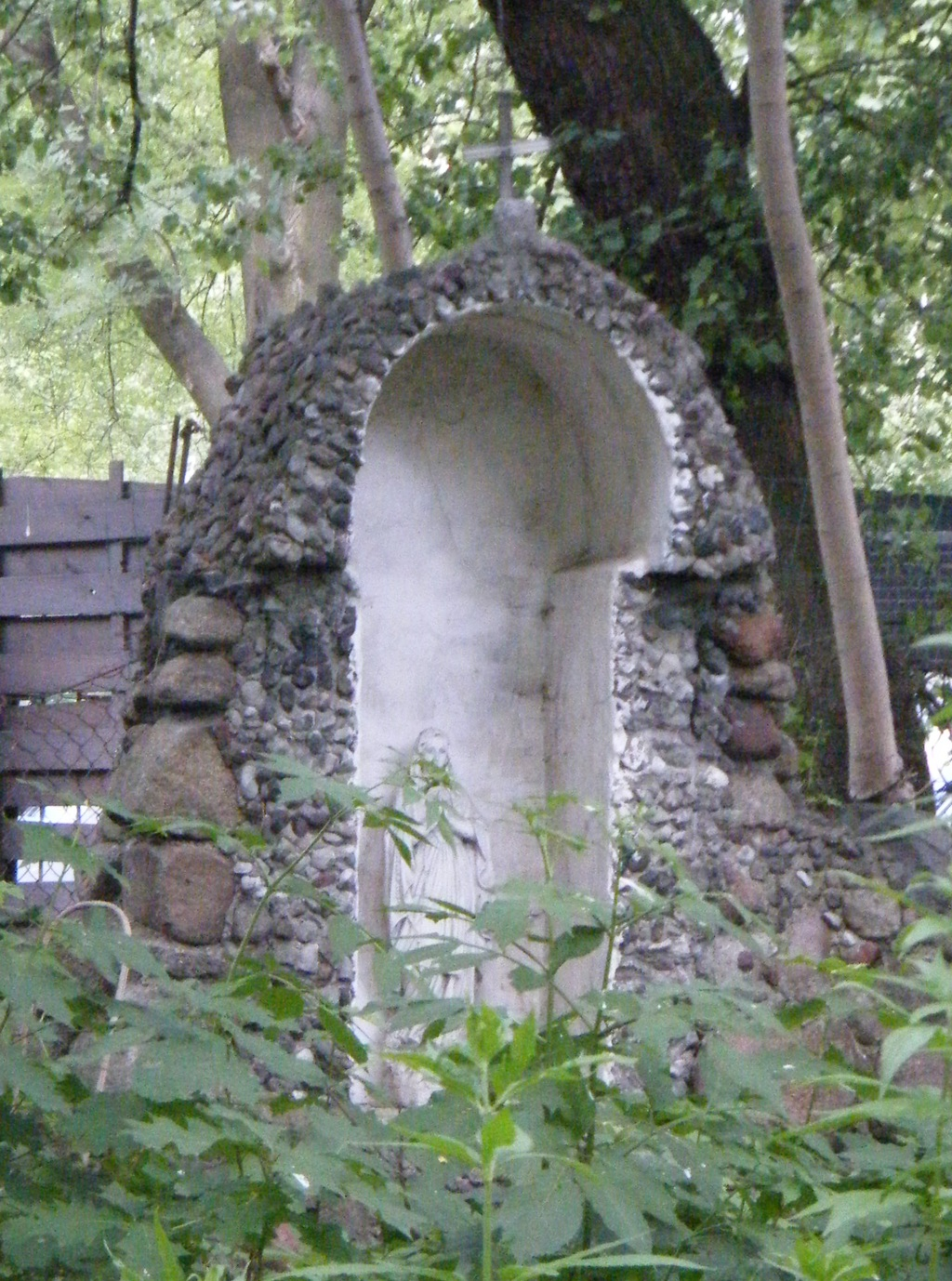
Obrońców 47/47A: Figura Matki Bożej